# علم الرأس الأخضر
علم الرأس الأخضر (بالبرتغالية: bandeira de Cabo Verde‏) أعتمد علم الرأس الأخضر في 22 سبتمبر عام 1992، وقد حل محل العلم القديم الذي اعتمد منذ استقلال البلاد من البرتغال.
تمثل النجوم العشرة على العلم الجزر الرئيسية التي تكون الدولة. ويمثل اللون الأزرق المحيط الأطلسي والسماء والشعب الأفريقي. يمثل الشريط الأبيض والأحمر الطريق نحو بناء الأمة، حيث يمثل اللون الأبيض السلام والأحمر الجهد ودم الشهداء.

## الوصف
يحتوي العلم الوطني للرأس الأخضر - الذي تشبه ألوانه ألوان علم كوستاريكا - على خمسة شرائط أفقية غير متساوية من الأزرق والأبيض والأحمر، ودائرة من عشرة نجوم صفراء خماسية الرؤوس ترمز إلى عدد الجزر المكونة للبلاد. ويشكل الشريط الأزرق العلوي نصف ارتفاع العلم. وتمثل كل من الخطوط الثلاثة باللونين الأبيض والأحمر واحدًا من اثني عشر من الارتفاع، بينما يمثل الشريط الأزرق السفلي ربعًا. لذلك، يكون ارتفاع الخطوط بنسبة 6: 1: 1: 1: 3.

## التاريخ
قبل الاستقلال عن البرتغال، لم يكن للرأس الأخضر علم رسمي، وكان يستخدم العلم البرتغالي بدلاً عن ذلك. وفي أواخر الستينيات من القرن الماضي، اقترح علم لمقاطعة الرأس الأخضر البرتغالية، وكان يتكون من علم البرتغال مع درع في الزاوية السفلي. ولكن، لم يتم اعتماد العلم.

عند الاستقلال في عام 1975 صمم علم استند إلى علم الحزب الأفريقي لاستقلال غينيا والرأس الأخضر. وكان يستخدم ألوان الوحدة الأفريقية، وكانت مطابقًا لعلم غينيا بيساو باستثناء النسب والشعار. أثار التشابه بينهما خططاً لتوحيد البلدين، والتي تم التخلي عنها بعد فترة وجيزة من الاستقلال.

العلم المقترح
العلم الوطني السابق (1975-1992)

## الألوان
| الألوان | بانتون | ألوان الويب | النموذج اللوني أحمر أخضر أزرق | النموذج اللوني سيان ماجنتا أصفر أسود | الفضاء اللوني (ص ش ض) و (ص ش ق) |
| ------- | ------ | ----------- | ----------------------------- | ------------------------------------ | ------------------------------- |
| أزرق    | 287C   | 003893      | 0, 56, 147                    | 100%, 89%, 8%, 2%                    | 218.69°, 100%, 55.47%           |
| أبيض    | White  | FFFFFF      | 255, 255, 255                 | 0%, 0%, 0%, 0%                       | 0, 0, 100%                      |
| أحمر    | 186C   | CF2027      | 207, 32, 39                   | 12%, 100%, 100%, 3%                  | 347.31°, 98.49%, 80.31%         |
| أصفر    | 116C   | F7D116      | 247, 209, 22                  | 4%, 15%, 98%, 0%                     | 47.74°, 100%, 100%              |